# Дудорова, Варвара Степановна
Варвара Степановна Дудорова (9 июня 2005, Иваново) — российская футболистка, вратарь клуба «Чертаново» и сборной России.

## Карьера
Дудорова начала заниматься футболом в 10 лет, посещая тренировки в 33-й школе города Иваново, первый тренер — Артём Бабаян. В раннем возрасте футболистка попала в основной состав взрослый команды «Иваново», которая дошла до 1/8 финала Кубка России 2018, где проиграла команде «Чертаново» со счётом 0:13. В 2020 году Варвара переехала в Москву и поступила в академию «Чертаново».
18 июня 2021 года Дудорова провела первый матч за основную команду «Чертаново» в Кубке России 2021. В сезоне 2021—2022 выступала за молодёжную команду. С сезона 2023 года стала постоянным игроком основы «Чертаново». В сезоне 2024 провела только 9 матчей в первой половине сезона из-за травмы.
В период с 2022 по 2023 года вызывалась во все три основные сборные России, но в официальных матчах приняла участие только два раза в 2022 году. В 2024 году дебютировала в основной сборной России в товарищеском матче против сборной Эквадора 4 апреля 2024 года.